# Witali Grigorjewitsch Chlopin
Witali Grigorjewitsch Chlopin (russisch Виталий Григорьевич Хлопин; * 14. Januarjul. / 26. Januar 1890greg. in Perm; † 10. Juli 1950 in Leningrad) war ein sowjetischer Radiochemiker. Er war der erste wissenschaftliche Leiter der Kerntechnischen Anlage Majak.

## Leben
Chlopin studierte in Göttingen (1911) und St. Petersburg (1912). Danach arbeitete er im Radiologischen Forschungszentrum der Russischen Akademie der Wissenschaften (1915–1921), 1922 begann er an Wladimir Iwanowitsch Wernadskis Radium-Institut zu forschen und wurde Leiter der Abteilung Gas des geochemischen Instituts der Akademie der Wissenschaften der UdSSR. Seit 1924 lehrte er auch an der Staatlichen Universität Leningrad. 1933 wurde er korrespondierendes und 1939 volles Mitglied der Akademie der Wissenschaften der UdSSR.
Chlopins Mitarbeiterin und Frau war Marija Paswik.